# ناتاليا ديمكينا
ناتاشا ديمكينا (بالروسية: Дёмкина, Наталья Николаевна)‏ (Natalya Nikolayevna Demkina) المعروفة باسم ناتاشا ولدت سنة 1987 في مدينة سارانسك، موردوفيا بروسيا) هي امرأة روسية اشتهرت بامتلاكها قدرة التشخيص الطبي عن طريق الرؤية بالأشعة السينية داخل الأجسام والأعضاء والأنسجة البشرية بالعين المجردة فقط
في عام 2004 كانت «ديمكينا» طالبة طب بدوام كامل في جامعة سيماشكو لطب الأسنان، بالعاصمة الروسية موسكو. كما أصبحت في نفس السنة ضيفة في عدد من البرامج التلفزيونية العالمية بدءً بقنوات المملكة المتحدة، مروراً باليابان وكذا أمريكا عبر قناة ديسكفري. ومنذ كانون الثاني / يناير 2006، بدأت «ديمكينا» العمل في مركز التشخيص الخاص «ناتاليا ديمكينا»، الذي يهدف إلى تشخيص وعلاج الأمراض بالتعاون مع «معالجين وأطباء الطب التقليدي وخبراء يمتلكون قدرات غير عادية».